# Andreas Baader
Andreas Baader (født 6. maj 1943 i München, død 18. oktober 1977 i Stammheim-fængslet) var en tysk terrorist og leder af terrorgruppen Rote Armee Fraktion (også kendt som Baader-Meinhof gruppen). Baader var en af de få ledende tyske terrorister, der ikke havde en universitetsuddannelse.
Baader deltog sammen med sin kæreste Gudrun Ensslin i 1968 i et bombeangreb mod et stormagasin i Frankfurt. Begge blev pågrebet og fængslet, men i 1970 undslap Baader fra fængslet med hjælp fra Ulrike Meinhof.
I årene 1970-1972 deltog Baader i bankrøverier og bombeangreb mod industrianlæg og amerikanske militærbaser. Samtidig førte han (sammen med andre af gruppens medlemmer) et liv med dyre vaner, hurtige sportsvogne og weekendture til 5-stjernede hoteller i Paris. Som et resultat af denne livsstil blev Baader, Meinhof og andre RAF medlemmer i 1970 bortvist fra en Fedayeen-træningslejr i Jordan.
Baader, Jan-Carl Raspe og Holger Meins blev 1. juni 1972 opdaget af politiet i Frankfurt og efter en længere skudveksling blev alle tre arresteret. Baader blev efterfølgende dømt i én af de længste og dyreste retssager i Tysklands historie.
18. oktober 1977 skød Baader sig selv i sin celle i Stammheim-fængslet som kulmination på en operation, der blev kendt som tysk efterår. En konspirationsteori på den tyske venstrefløj vil vide, at der var tale om mord udført af staten.
I 2002 lavede instruktøren Christopher Roth filmen Baader om Andreas Baaders liv.